# يار (مطعم)

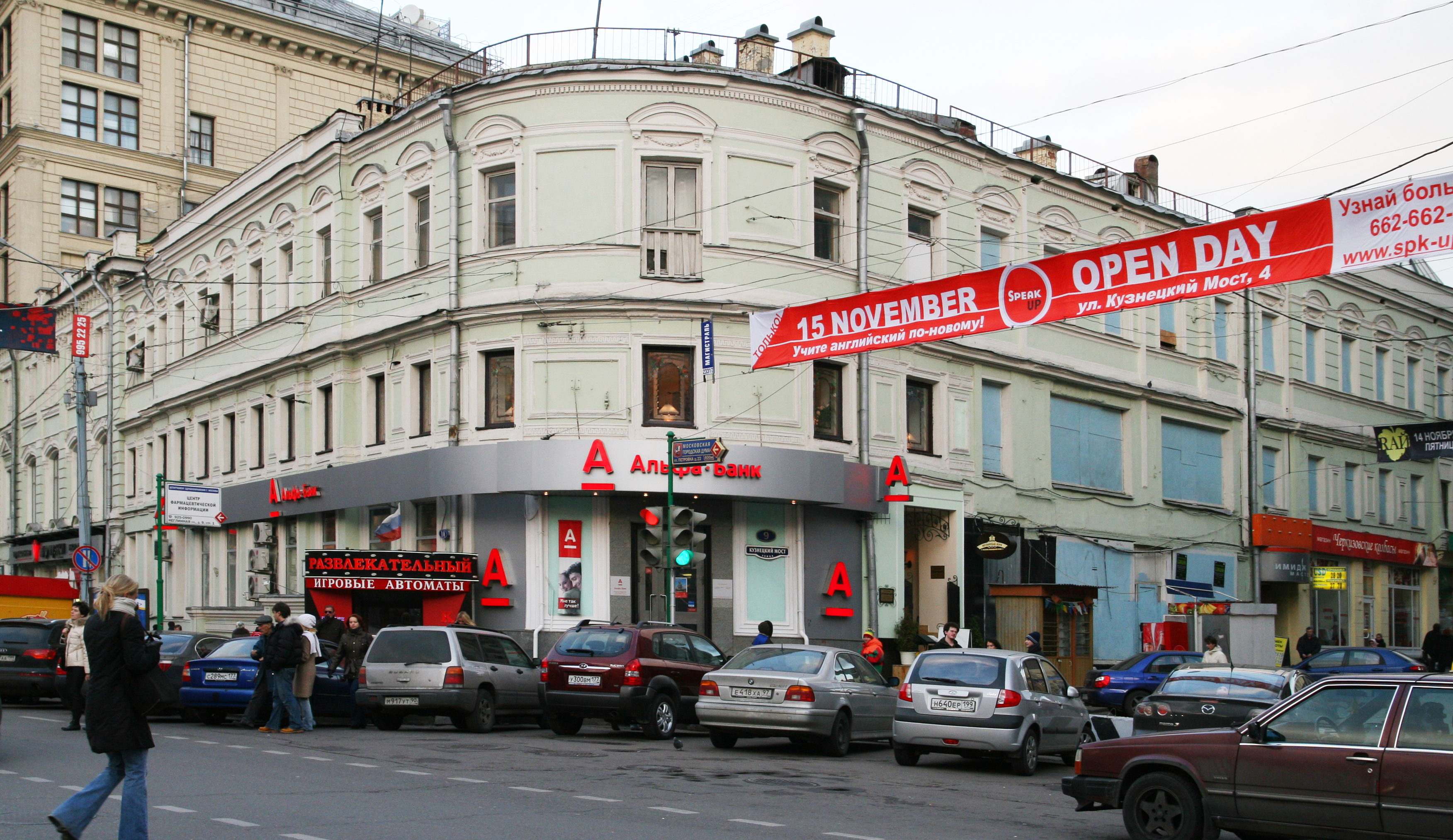
موسكو شارع كوزنتسكي موست رقم 9 في عام 2008.

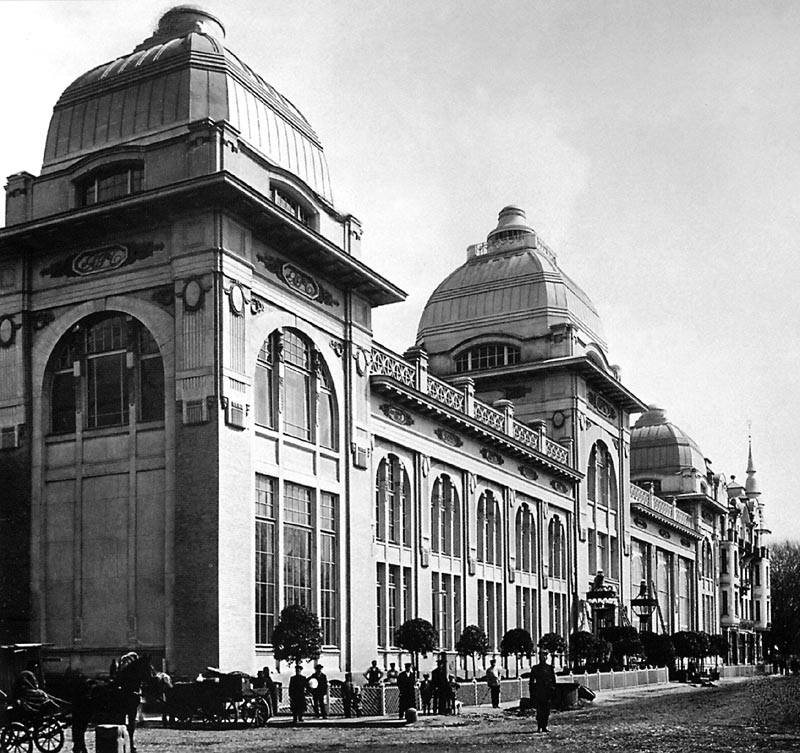
افتتح "يار" الثاني عام 1913

يار (بالروسية: Яр)‏، من "يارد" الفرنسية) كان مطعمًا ومسرحًا في موسكو في القرن التاسع عشر يتردد عليه بوشكين وتولستوي وتشيكوف ومكسيم غوركي. كانت مشهورة بجوقة سوكولوفسكي الغجر. ركض يار من 1826 إلى 1925 في الشارع المعروف باسم كوزنتسكي موست. 
افتتح يار الثاني على حديقة سانت بطرسبرغ التي بناها أدولف إريكسون 1909-1913. أصبح المطعم مشهورًا بين النخبة الروسية. زارها ليونيد أندرييف، كونستانتين بالمونت، أنطون تشيخوف، مكسيم غوركي، ألكسندر كوبرين، ساففا موروزوف، جريجوري راسبوتين، وفيودور شاليابين.
يقع فندق يار الحالي في فندق سوفيتسكي في لينينغرادسكي بروسبكت (موسكو). 